# 香港蠟像院
香港蠟像院 （Hong Kong Wax Museum，1970年8月21日 - ？），位於香港島灣仔大佛口軒尼詩道一號熙信樓二樓，它是香港第一間蠟像館 ，該院的經理為周安民先生。1970年8月21日（星期五）開幕；下午3時，由香港麗的映聲藝員黎婉玲主持剪綵開幕禮，隨即招待香港各界知名人仕參觀，22日才正式開放給公眾購票入場。。另一家位於九龍尖沙嘴星光行的惠文蠟像院在1970年8月28日（星期五）開幕，無論蠟像體形及展覽面積，均比香港蠟像院為大，由於香港地方租金高昂，陳列地方不夠則難以吸引遊客，香港蠟像院先行歇業。此後惠文蠟像院亦由於門票高昂，遊客不足，無法經營下去，香港政府有限公司註冊官（1993年公司註冊處成立，改稱公司註冊處處長）翟及時遂在1977年2月26日（星期六） 在香港政府憲報刊出43家有限公司立即吊銷其註冊，其中包括惠文蠟像院。

## 成立目的
香港蠟像院經理周安民先生在1970年8月20日（星期三）招待記者時，表示香港蠟像院的成立目的：「闡揚中華文化，使外國人對中國不致產生誤解；同時又可使莘莘學子有更多機會接受中國藝術的薰陶，這就是本蠟像院開設的目的了。」

## 蠟像展品
香港蠟像院在開幕時已有36組蠟像，然而只展出其中16組蠟像，以中國歷朝民族英雄，民間風俗和民間故事為主，所有蠟像皆栩栩如生、並揉合歷史考證，化學專家，光學專家聯合製出來。這些藝術家經慎重研究，始在香港製成這些蠟像。這些蠟像在華氏180度（攝氏82度）的高溫或者在華氏-10度（攝氏-23度）的低溫，亦不破毀。初期陳列的16組蠟像：淑女操琴、孔子及門生子路、李白，成吉思汗，岳飛、大鼓、清朝皇室、中國古時刑法、民初婚姻禮、日本武士與藝伎、粱祝哀史、跑馬地紙盒藏屍案的兇手歐陽炳強、灣仔吧女蘇絲黃、占卦測字、1969年泰國小姐 - Warunee Sangsirinavin、香港麗的映聲藝員黎婉玲等。其中兩組「日本武士與藝伎」及「1969年泰國小姐」，巳為外國收藏者訂購。

## 入場券
- 成人：港幣兩元；
- 兒童：港幣一元；
- 香港蠟像院不許攝影，設有彩色蠟像明信片，供遊客搜購。

## 外部連結
- 香港杜莎夫人蠟像館的官方綱站 （页面存档备份，存于）
- 英文維基的1969年泰國小姐 Warunee Sangsirinavin 條目 （页面存档备份，存于）
- 香港麗的映聲藝員：黎婉玲的演出片段 （页面存档备份，存于）